# تصميم مستدام

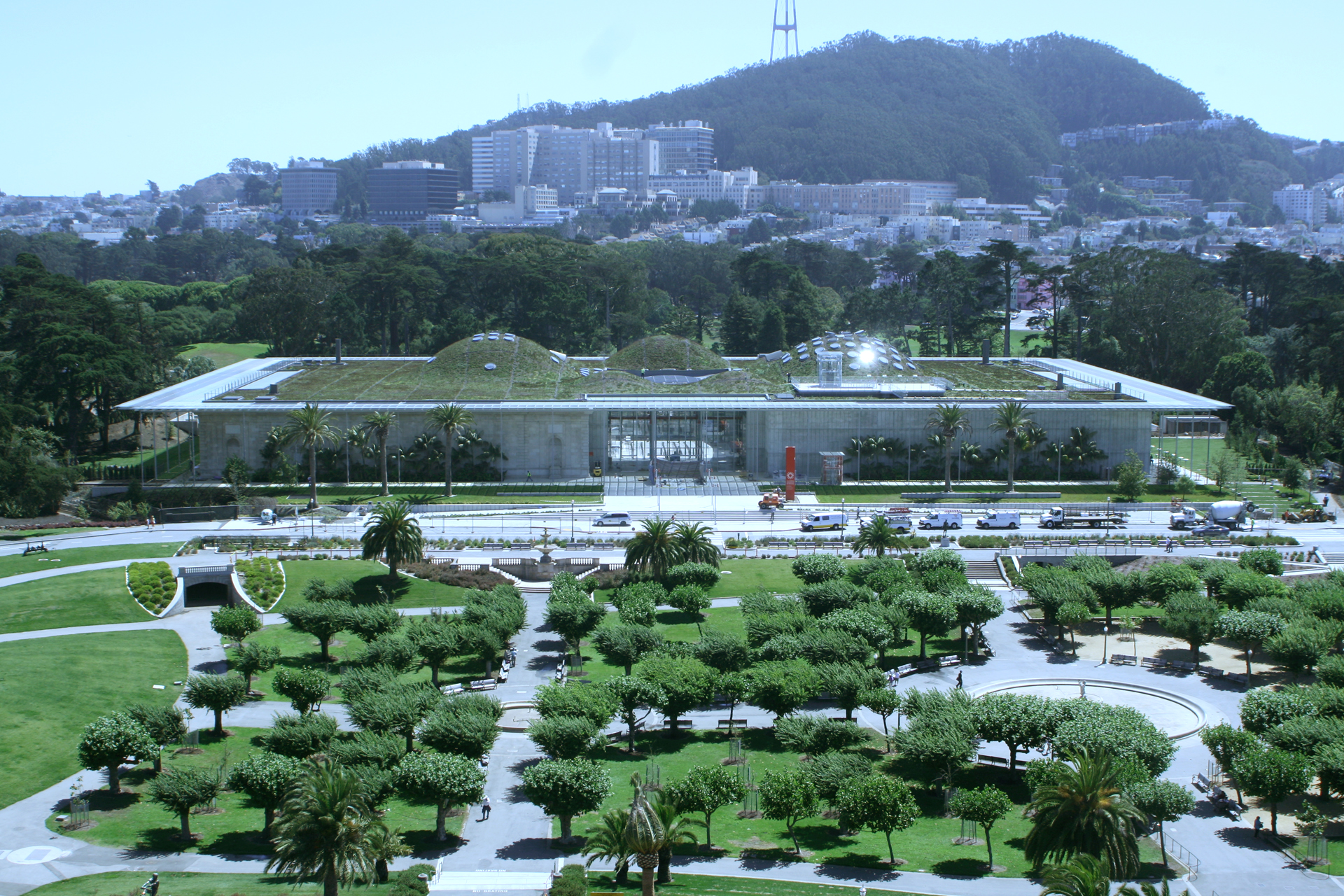
يعد بناء أكاديمية كاليفورنيا للعلوم الواقع في مدينة سان فرانسيسكو بولاية كاليفورنيا الأمريكية، مثالًا عن الأبنيّة المستدامة. اُفتتح البناء بتاريخ 27 سبتمبر عام 2008، وهو من تصميم رينزو بيانو.

التصميم المستدام بيئيًا (كذلك يُطلق عليه التصميم الواعي بالبيئة أو التصميم الإيكولوجي وما إلى ذلك) هي فلسفة تصميم الأشياء المادية، والبيئة المبنية، والخدمات للامتثال لمبادئ الاستدامة البيئية.

## نظرياً
القصد من بدء التصميم المستدام هو «القضاء على الآثار البيئية السلبية بالكامل من خلال التصميم الماهر والحساس». تتطلب مظاهر التصميم المستدام موارد متجددة والتأثير على البيئة بأقل ما يمكن وربط الناس بالبيئة الطبيعية.
«لا يعاني البشر من مشكلة التلوث بل مشكلة في التصميم، إذا كان للبشر أن يصمموا المنتجات والأدوات والأثاث والمنازل والمصانع والمدن بذكاء أكبر منذ البداية فلن يحتاجوا حتى للتفكير فيما يتعلق بالهدر أو التلوث أو الندرة. التصميم الجيد من شأنه أن يتيح الوفرة وإعادة الاستخدام اللامتناهية والسرور» –ذا أبسايكل، من قبل المؤلفين مايكل براونجارت وويليام ماكدونو، 2013.
تتخذ القرارات المتعلقة بالتصميم في كل مكان يومياً مما يؤثر على التنمية المستدامة أو توفير احتياجات الأجيال القادمة من الحياة على الأرض. ترتبط الاستدامة بالتصميم ارتباطاً وثيقاً. فالأمر ببساطة أن ما نصممه هو مستقبلنا. يشير مصطلح «التصميم» هنا إلى الممارسات المطبقة في صنع المنتجات والخدمات وكذلك إستراتيجية الأعمال والابتكار وكل ذلك يخدم الاستدامة. يمكن اعتبار الاستدامة بمثابة خاصية للاستمرارية إذ ان ما هو مستدام يمكن أن يستمر للمستقبل.

### مشاكل مفاهيمية

#### العوائد المتناقصة
يتضح مبدأ أن جميع اتجاهات التقدم تنفذ وتنتهي بتناقص في الإنتاجية في المنحنى إس النموذجي لدورة حياة التقنية وفي العمر الإنتاجي لأي نظام كما نوقش في علم البيئة الصناعي وتقييم دورة الحياة. الإنتاجية المتناقصة هو نتيجة لبلوغ الحدود الطبيعية. تتمثل الممارسة الشائعة لإدارة الأعمال في قراءة الإنتاجية المتناقصة في أي اتجاه للجهود على أنها إشارة على تناقص الفرص وإمكانية تسارع التراجع وإشارة إلى ضرورة البحث عن فرص جديدة في أماكن أخرى. (انظر قانون الإنتاجية المتناقصة ومنفعة حدية ومفارقة جيفونز)

#### الاستثمار غير المستدام
هناك مشكلة عندما يصعب تحديد حدود المورد لذا فإن زيادة الاستثمار كاستجابة إلى الإنتاجية المتناقصة قد يبدو مربحاً كما في تراجيديا المشاع ولكن قد تؤدي إلى انهيار. كما دُرست قضية زيادة الاستثمار في الإنتاجية المتناقصة فيما يتعلق بأسباب انهيار الحضارة من قبل جوزيف تاينتر وغيره. ساهم هذا الخطأ الطبيعي في سياسة الاستثمار في انهيار كل من الإمبراطورية الرومانية وحضارة المايا وغيرها.

#### منع النفايات
يُنتج ما يعادل 80 مليون طن من النفايات في المملكة المتحدة وحدها كل عام مثلاً. وبالإشارة إلى النفايات المنزلية وحدها فبين عامي 1991/1992 و2007/2008 أنتج كل شخص في إنجلترا ما معدله 1.35 رطل من النفايات تقريباً كل يوم.
أظهرت التجربة إلى الآن أنه لا توجد طريقة آمنة بالكامل للتخلص من النفايات. فجميع أشكال التخلص لها آثار سلبية على البيئة والصحة العامة والاقتصادات المحلية. فقد تسببت مدافن النفايات في تلويث مياه الشرب. وتسببت القمامة المحروقة في المحارق في تلويث الهواء والتربة والماء. وتغير غالبية أنظمة معالجة المياه من البيئة المحلية. وقد فشلت جميع محاولات التخلص من النفايات بعد إنتاجها في القضاء على الآثار البيئية الناتجة عن ذلك.
تشكل المكونات السامة للمنتجات المنزلية مخاطر صحية حقيقية وتفاقم مشكلة القمامة. ففي الولايات المتحدة، يحتوي حوالي ثمانية أرطال من كل طن من القمامة المنزلية على مواد سامة مثل الفلزات الثقيلة كالنيكل والرصاص والكادميوم والزئبق من البطاريات والمركبات العضوية الموجودة في المبيدات الحشرية والمنتجات الاستهلاكية مثل معطر الجو وطلاء الأظافر والمنظفات وغيرها من المنتجات.
السبيل الوحيد لتجنب المخاطر البيئية الناجمة عن النفايات هي منع إنتاج النفايات من الأساس. منع التلوث يعني تغيير طريقة إجراء الأنشطة والقضاء على مصدر المشكلة. هذا لا يعني الاستغناء عنها بل يعني القيام بها بطريقة مختلفة. على سبيل المثال، منع النفايات الملوثة الناجمة عن حاويات المشروبات القابلة للتصرف لا يعني الاستغناء عن المشروبات بل استخدام زجاجات قابلة لإعادة التعبئة.
إستراتيجيات منع إنتاج النفايات عند التخطيط للمرافق هي إستراتيجية تصميم شاملة لمنع تشكل النفايات الصلبة. تتطلب الإستراتيجية الناجحة لمنع تشكل القمامة إعادة تدوير كل شيء يُحضر إلى المرفق لإعادة استخدامه أو تدويره مرة أخرى في البيئة من خلال التحلل الحيوي. هذا يعني زيادة الاعتماد على المواد الطبيعية أو المنتجات التي تتوافق مع البيئة.
أي تطوير متعلق بالموارد سيكون له مصدرين رئيسيين للنفايات الصلبة: المواد التي تُشترى وتُستخدم من قبل المنشأة وتلك التي يجلبها الزوار إلى المنشأة. تنطبق إستراتيجيات منع النفايات التالية على كليهما على الرغم من الحاجة إلى طرق تنفيذ مختلفة:
- استخدام المنتجات غير السامة التي تنتج أقل كمية ممكنة من النفايات
- السماد العضوي أو الهضم اللاهوائي للنفايات القابلة للتحلل الحيوي
- إعادة استخدام المواد في الموقع أو جمع المواد المناسبة لإعادة التدوير خارج الموقع
- استخدام موارد أقل يعني إنتاج نفايات أقل وبالتالي يقلل من التأثير على البيئة

#### تغير المناخ
ربما يعزى العامل المحرك الطاغي الأكثر وضوحاً فيما يتعلق بالتصميم البيئي الواعي المستدام إلى ظاهرة الاحتباس الحراري والتغير المناخي. زاد الإحساس بالخطر المهيمن على الإنسانية جمعاء حالياً من الضرورة لاتخاذ إجراءات ضد تغير المناخ متعددة الجوانب في السنوات الثلاثين الماضية. يمكن أن يعزى تغير المناخ إلى عدة أخطاء. والتصميم غير المناسب الذي لا يأخذ البيئة بعين الاعتبار هو واحد منها. في حين بدأت العديد من الخطوات في مجال الاستدامة فلا تزال معظم المنتجات والصناعات والمباني تستهلك الكثير من الطاقة وتسبب الكثير من التلوث.

#### فقدان التنوع الحيوي
يؤثر التصميم البيئي غير المستدام أو التصميم بحد ذاته على التنوع الحيوي للمنطقة. فالتصميم غير الصحيح لطرق النقل السريع يُجبر آلاف الحيوانات على التوغل بشكل أكبر ضمن مساحات الغابات. وتؤثر السدود المائية المصممة بشكل سيء على دورة التزاوج وبشكل غير مباشر على أعداد الأسماك المحلية.

### مبادئ التصميم المستدام
في حين يختلف التطبيق العملي بين التخصصات فإن بعض المبادئ الشائعة هي كما يلي:
- المواد منخفضة التأثير: اختر المواد غير السامة أو المنتجة بشكل مستدام أو المعاد تدويرها والتي تتطلب معالجتها طاقة قليلة
- كفاءة الطاقة: استخدام عمليات التصنيع والإنتاج التي تتطلب طاقة أقل
- التصميم الذي يدوم عاطفياً: تقليل استهلاك الموارد وهدرها عن طريق زيادة متانة العلاقات بين الأشخاص والمنتجات وذلك من خلال التصميم
- التصميم بحيث يتيح الإمكانية لإعادة الاستخدام والتدوير: يجب تصميم المنتجات والعمليات والأنظمة بحيث تكون قادرة على أداء وظيفتها في «الحياة الأخرى» التجارية.[9]
- أن يكون هدف التصميم المتانة وليس الخلود.[10]
- ينبغي التقليل من تنوع المواد في المنتجات متعددة العناصر لتعزيز التفكيك والاحتفاظ بالقيمة.[11]
- هناك حاجة متزايدة ومتاحة لاتخاذ تدابير تؤثر على التصميم فيما يتعلق بإجمالي بصمة الكربون، وتقييم دورة الحياة بالنسبة لأي مورد مستخدم.[12] والعديد منها معقد، ولكن بعضها يقدم تقديرات سريعة ودقيقة للتأثيرات على الأرض بالكامل. يقدر أحد المقاييس أن أي إنفاق يستهلك حصة اقتصادية متوسطة من الاستخدام العالمي للطاقة تبلغ 8000 وحدة حرارية بريطانية (8400 كيلو جول) لكل دولار، وينتج ثاني أكسيد الكربون بمعدل 0.57 كجم من ثاني أكسيد الكربون لكل دولار (عام 1995) من أرقام وزارة الطاقة الأمريكية.
- تتوفر بشكل متزايد معايير تصميم المستدامة وأدلة تصميم المشروع، وتُطور بقوة من قبل مجموعة واسعة من المنظمات الخاصة والأفراد. هناك أيضًا مجموعة كبيرة من الأساليب الجديدة الناشئة عن التطور السريع لمّا أصبح يعرف باسم «علوم الاستدامة» التي تروج لها مجموعة واسعة من المؤسسات التعليمية والحكومية.[13]
- محاكاة حيوية: «إعادة تصميم النظم الصناعية على الخطوط البيولوجية... مما يتيح إعادة الاستخدام المستمر للمواد في دورات مغلقة مستمرة...».
- استبدال الخدمة: تحويل طريقة الاستهلاك من الملكية الشخصية للمنتجات إلى خدمات تقدم وظائف مماثلة، على سبيل المثال: من سيارة خاصة إلى خدمة مشاركة سيارات. يشجع هذا النظام استخدام الحد الأدنى من الموارد لكل وحدة استهلاك (على سبيل المثال: لكل رحلة مدفوعة).[14]
- الموارد المتجددة: ينبغي أن تأتي المواد من المصادر القريبة (المحلية أو المناطق البيولوجية)، والتي يمكن إدارتها بطريقة مستدامة والتي يمكن تحويلها إلى سماد طبيعي عند استنفاد فائدتها.

### وثيقة حقوق الكوكب
يُمثل نموذج مبادئ التصميم الجديدة الضرورية للاستدامة من خلال «وثيقة حقوق الكوكب» أو «مبادئ هانوفر»، التي طورها ويليام ماكدونو في معرض إكسبو عام 2000 للمهندسين المعمارين، والذي عُقد في هانوفر في ألمانيا.
وثيقة الحقوق:
- الإصرار على حق الإنسانية والطبيعة في التعايش في ظروف صحية، وداعمة، ومتنوعة، ومستدامة.
- الاعتراف بالترابط. تتفاعل عناصر التصميم البشري مع العالم الطبيعي وتعتمد عليه، مع انعكاسات واسعة ومتنوعة على كل نطاق. توسيع اعتبارات التصميم بحيث يمكن التعرف حتى على التأثيرات البعيدة.
- احترام العلاقات بين الروح والمادة. النظر في جميع جوانب الاستيطان البشري بما في ذلك المجتمع، والمسكن، والصناعة، والتجارة من حيث الروابط القائمة والمتطورة بين الوعي الروحي والمادي.
- تحمل مسؤولية عواقب قرارات التصميم لرفاه الإنسان، وسلامة النظم الطبيعية، وحقهم في التعايش.
- إنشاء ممتلكات آمنة ذات قيمة طويلة الأجل. لا تثقل كاهل الأجيال القادمة بمتطلبات الصيانة أو الإدارة اليقظة للمخاطر المحتملة بسبب الابتكارات غير المتقنة للمنتجات أو العمليات أو المعايير.
- القضاء على مفهوم النفايات. تقييم وتحسين دورة الحياة الكاملة للمنتجات والعمليات، للوصول إلى حالة النظم الطبيعية التي لا توجد فيها نفايات.
- الاعتماد على تدفقات الطاقة الطبيعية. يجب أن تستمد التصميمات البشرية، مثل العالم الحي، قواها الخلاقّة من الطاقة الشمسية الدائمة الواردة. دمج هذه الطاقة بفعالية وأمان للاستخدام المسؤول.
- فهم حدود التصميم. لا يوجد إبداع بشري يدوم إلى الأبد والتصميم لا يحل جميع المشاكل. ينبغي لأولئك الذين يبدعون ويخططون أن يتواضعوا في مواجهة الطبيعة. ويتعاملوا مع الطبيعة باعتبارها نموذجًا ومعلمًا، وليست إزعاجًا يمكن التهرب منه أو التحكم فيه.
- السعي إلى التحسن المستمر من خلال تبادل المعرفة. تشجيع التواصل المباشر والمفتوح بين الزملاء، ورعاة العمل، والمصنعين، والمستخدمين لربط الاعتبارات المستدامة طويلة الأجل بالمسؤولية الأخلاقية، وإعادة تأسيس العلاقة المتكاملة بين العمليات الطبيعية والنشاط البشري.

## التصميم الاقتصادي والاجتماعي المستدام
التصميم المستدام بيئيا هو الأكثر فائدة عندما يستخدم بالتعاون مع نظيرين آخرين للتصميم المستدام - التصاميم الاقتصادية والاجتماعية المستدامة. هؤلاء المصطلحات الثلاث يتم في الغالب صياغتهم تحت عنوان
«خط القاع الثلاثي.» إنه لمن الضروري أن نفكر في القيمة ليس فقط في المصطلح المالي أو الاقتصادي ولكن أيضا فيما يتعلق بـرأس المال الطبيعي (المحيط حيوي وموارد الأرض), رأس المال الاجتماعي (المعايير والشبكات التي تمكّن العمل الجماعي), رأس المال البشري (المجموع الكلي للمعرفة، الخبرات، الملكية الفكرية والعمل المتاح للمجتمع). رأس المال الاقتصادي البحت الذي يسعي إليه الكثير من الناس والمنظمات، ويتخذون القرارات من خلاله لا يكونون في الغالب مهيئين لهذه الأشكال البديلة لرأس المال. من أجل التصميم المدام هنالك حاجة لتغيير طريقة تفكيرنا عن القيمة كسكان لكوكب الأرض. في بعض البلدان، مصطلح التصميم المستدام معروف بالتصميم الإيكولوجي أو التصميم الأخضر أو التصميم البيئي. فيكتور بابانيك، تقبل التصميم الاجتماعي، الجودة الاجتماعية والجودة البيئية، لكنه لم يقم صراحة بجمع مجالات التصميم هذه في مصطلح واحد. التصميم المستدام والتصميم من أجل الاستدامة هم أكثر المصطلحات شيوعا بما فيه خط القاع الثلاثي (الناس، الكوكب والربح).
في الاتحاد الأوروبي، مفهوم التصميم المستدام يشير إلي تصميم البيئة. مناقشات صغيرة حدثت حول أهمية هذا المفهوم خلال الفترة التي تسبق حزمة الإقتصاد الدائري، لدرجة أن المفوضية الأوروبية سوف تجتمع بحلول نهاية عام 2015. لهذا الغرض، حملة Ecothis.eu تم إطلاقها لرفع الوعي حول العواقب الاقتصادية والبيئية لعدم تضمين تصميم البيئة كجزء من حزمة الاقتصاد الدائري.